# Libědice
Libědice är en ort i Tjeckien.   Den ligger i regionen Ústí nad Labem, i den nordvästra delen av landet, 80 km väster om huvudstaden Prag. Libědice ligger 252 meter över havet och antalet invånare är 202.
Terrängen runt Libědice är huvudsakligen platt, men västerut är den kuperad. Libědice ligger nere i en dal. Runt Libědice är det ganska tätbefolkat, med 93 invånare per kvadratkilometer. Närmaste större samhälle är Chomutov, 16,2 km norr om Libědice. Trakten runt Libědice består till största delen av jordbruksmark.